# Pylnik

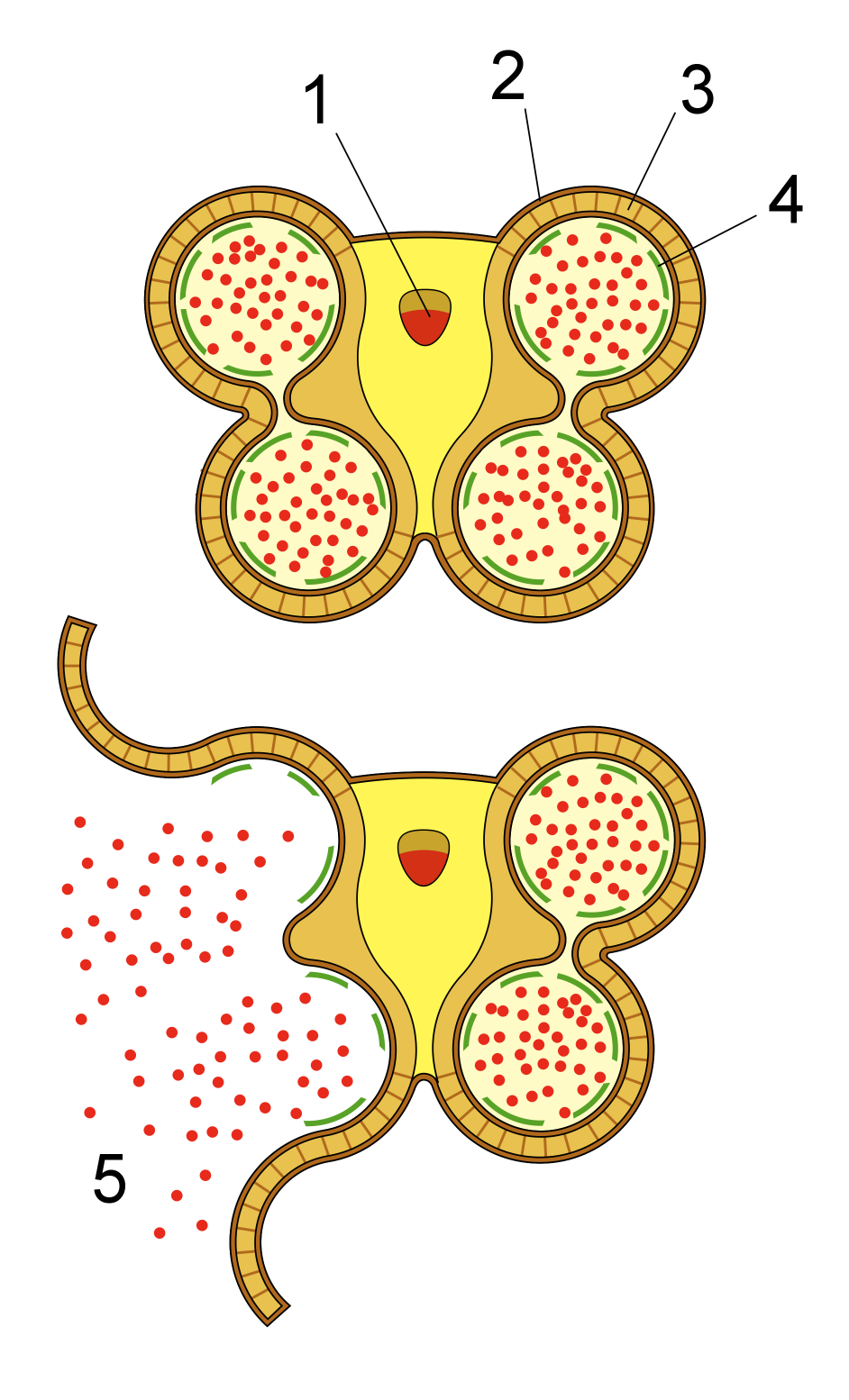
Poprzeczny przekrój główki pręcika: 1 – wiązka przewodząca, 2 – epiderma, 3 – warstwa włóknista, 4 – tapetum, 5 – pyłek lub pyłkowina

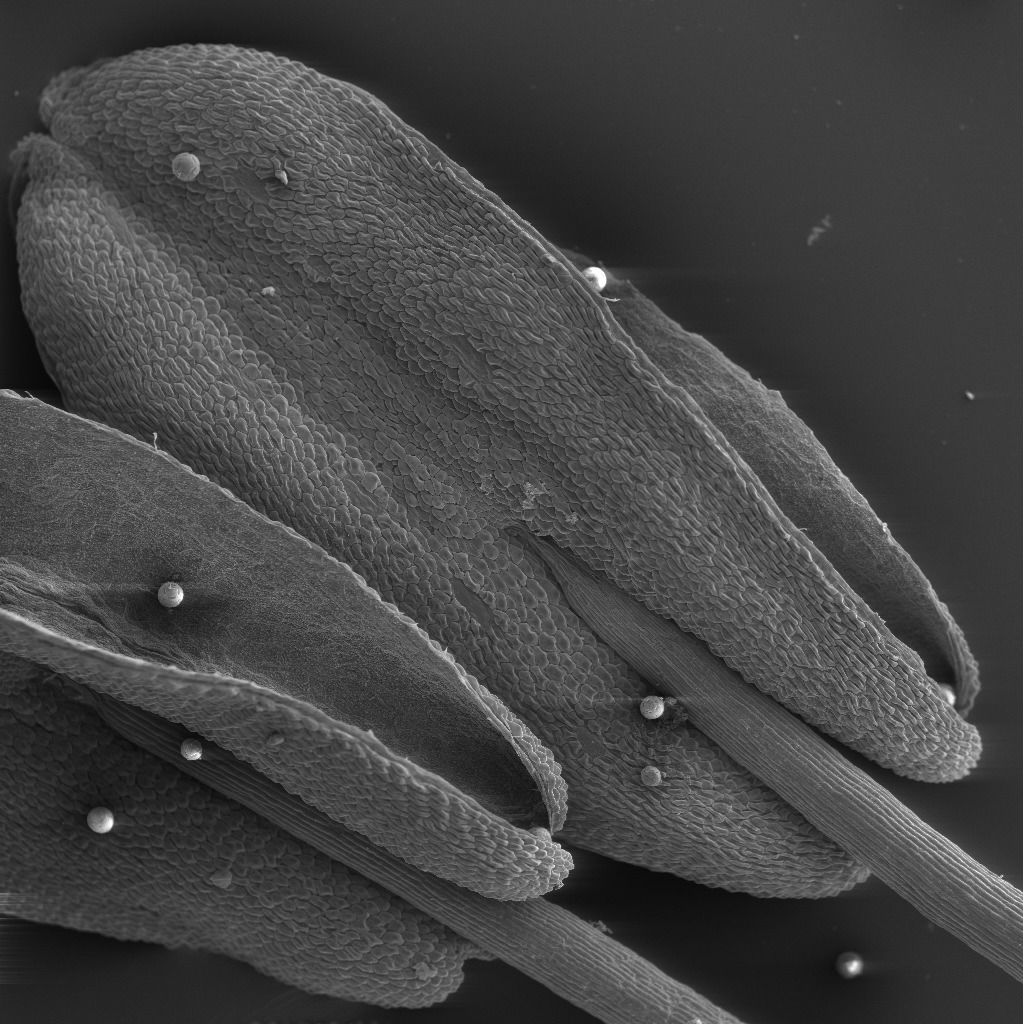
Pylniki Pentas lanceolata pod mikroskopem skaningowym

Pylnik (theca) – element pręcika kwiatu u roślin nasiennych. W typowym pręciku u roślin okrytonasiennych dwa pylniki połączone łącznikiem tworzą główkę pręcika. W każdym pylniku znajdują się dwie komory pyłkowe, będące organami homologicznymi z mikrosporangiami.

## Anatomia
Najbardziej zewnętrzną tkanką ściany pylnika jest epiderma. Pod nią znajduje się różna liczba warstw ściennych (parietalnych), powstających w wyniku podziałów komórkowych równoległych do obwodu komory pyłkowej. Tzw. warstwy ścienne stanowi: mechaniczna warstwa włóknista (śródpylnia, endotecjum), głębiej warstwa pośrednia, a w końcu warstwa wyściełająca – tapetum.
Warstwa włóknista bierze udział w pękaniu pylnika i otwieraniu się woreczków pyłkowych większości roślin. Jej komórki są nierównomiernie zgrubiałe - cieńsze od zewnątrz pylnika, grubsze ku środkowi. Zgrubienia ścian antyklinalnych mają zwykle postać listew lub prążków ułożonych prostopadle do epidermy, zgrubienia ścian wewnętrznych mogą być nieregularne lub obejmować całą powierzchnię ściany. Komórki warstwy włóknistej pozostają żywe przez cały czas lub zamierają pod koniec jej rozwoju. 
Warstwę pośrednią (przejściową) tworzy tkanka pochodzenia miękiszowego, pozostająca w kontakcie z głębiej położonym tapetum. Warstwa ta zwykle ulega silnemu zgnieceniu i zniszczeniu.
Najbardziej wewnętrzną warstwą parietalną jest tapetum (warstwa wyściełająca), składające się z komórek wydzielniczych, których funkcją jest odżywianie powstających ziaren pyłku. Jądra komórkowe komórek tapetum u niektórych roślin nie dzielą, u innych zachodzi jeden lub wiele podziałów mitotycznych. W efekcie komórki mogą być jedno lub wielojądrowe. Tapetum osiąga swój maksymalny rozwój na etapie tetrady mikrospor w procesie mikrosporogenezy. Na podstawie zmian struktury komórek tapetum wyróżnia się tapetum wydzielnicze oraz peryplazodium. 
Tapetum wydzielnicze (tapetum ameboidalne) zachowuje strukturę komórkową aż do dojrzenia ziaren pyłku, nawet jeśli ściany komórkowe ulegają rozpuszczeniu.
Peryplazmodium (ośluźnia) powstaje na skutek rozpuszczenia komórek tapetum. Ich wnika między ziarna pyłku i jest przez nie stopniowo zużywana. Taki typ tapetum występuje np. u kozłków (Valeriana).
Wnętrze komory pyłkowej wypełnia archespor, z którego na drodze mikrosporogenezy powstaną mikrospory, a następnie ziarna pyłku.
Po dojrzeniu pyłku pylnik pęka w miejscu zwanym stomium. Jest to wynik naprężeń w warstwie włóknistej, wynikających z nierównomiernego  wysychania jej ścian. Cieńsze fragmenty ścian komórkowych, wysychając, kurczą się i odkształcają. Stopniowo powstają między nimi szczeliny, aż wreszcie ściana pylnika pęka. Innym sposobem otwierania się pylnika jest powstawanie porów w ścianie, poprzez jej rozpuszczenie (np. u wrzosowatych). Czasem warstwa włóknista powstaje tylko fragmentarycznie, a otwierające się na zewnątrz klapki odsłaniają otwory w ścianie pylnika. Stomium może być zlokalizowane między dwiema komorami pyłkowymi. Epiderma w tym miejscu składa się z bardzo drobnych komórek i łatwo pęka, powodując jednoczesne otwarcie obu komór pyłkowych. Stomium może się też znajdować blisko wierzchołka pylnika lub na bocznych ścianach. U części gatunków pylniki nie pękają, ale ulegają nieregularnemu rozerwaniu.